# G5 do Sahel
G5 do Sahel ou G5S (em francês: G5 du Sahel) é um grupo institucional para a coordenação da cooperação regional em políticas de desenvolvimento e questões de segurança na África Central. Foi formado em 16 de fevereiro de 2014 em Nouakchott, na Mauritânia, em uma cúpula de cinco países do Sahel: Burkina Faso, Chade, Mali, Mauritânia e Níger. Adotou uma convenção de estabelecimento em 19 de dezembro de 2014 e está permanentemente instalada na Mauritânia. A coordenação é organizada em diferentes níveis. O aspecto militar é coordenado pelos Chefes de Estado-Maior dos respectivos países. O objetivo do G5 Sahel é fortalecer o vínculo entre o desenvolvimento econômico e a segurança e, em conjunto, combater a ameaça das organizações jihadistas que operam na região (AQMI, MUJAO, al-Murabitun, Boko Haram).